# روش قطبی مارسالیا
روش قطبی مارسالیا (برگرفته از نام جورج مارسالیا) یک روش نمونه‌برداری شبه تصادفی اعداد برای تولید یک جفت متغیر تصادفی نرمال استاندارد مستقل است. با اینکه این روش نسبت به تبدیل باکس-مولر برتری دارد، الگوریتم زیگورات از این روش نیز کارآمدتر است.
متغیرهای تصادفی نرمال استاندارد در علوم کامپیوتر، آمار محاسباتی و به ویژه در کاربردهای روش مونته کارلو استفاده می‌شوند.